# Tuberaria villosissima
Tuberaria villosissima är en solvändeväxtart som först beskrevs av Auguste Nicolas Pomel, och fick sitt nu gällande namn av Wilhelm Carl Heinrich Grosser. Tuberaria villosissima ingår i släktet fläcksolvändor, och familjen solvändeväxter. Inga underarter finns listade i Catalogue of Life.